# Мала Багачівка
Мала́ Бага́чівка — село в Україні, у Кривоозерській селищній громаді Первомайського району Миколаївської області. Населення становить 14 осіб.